# Antônio Luciano Pereira Filho

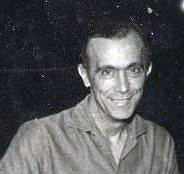
Antônio Luciano Pereira Filho - Foto arquivo pessoal -1963

Antônio Luciano Pereira Filho (São Gotardo, MG, 27 de maio de 1913 - Belo Horizonte, MG, 19 de junho de 1990) foi um médico, industrial, hoteleiro e político brasileiro do estado de Minas Gerais.

## Trajetória acadêmica
Formou-se no curso de medicina na Universidade Federal de Minas Gerais na turma de 1935. 

## Vida empresarial
Dentre as atividades empresariais que Antônio participou estão as atividades de banqueiro, usineiro e dono de rede de cinemas.  Além de possuir mais de trezentas fazendas, trinta mil terrenos, hotéis de luxos, prédios e casas. 

## Vida pessoal
Dono de uma considerável fortuna, a herança, estimada em mais de três bilhões de dólares em valores atuais, foi alvo de disputa judicial, devido ao fato de Antônio Luciano ter tido diversas relações extra-conjugais. 

## Vida parlamentar
Antônio Luciano foi eleito deputado federal por Minas Gerais, para a 42ª legislatura (1963-1967), pelo PSD.

Na legislatura seguinte, foi eleito como Suplente na Câmara, mas foi cassado e teve seus direitos políticos suspensos por dez anos, em face do disposto no artigo 4 do Ato Institucional nº 5, de 13 de dezembro de 1968, expedido pelo Decreto de 30 de abril de 1969.